# Ostředek
Ostředek (Duits: Ostredeck) is een Tsjechische gemeente in de regio Midden-Bohemen en maakt deel uit van het district Benešov. Het dorp ligt op 15 kilometer afstand van de stad Benešov.
Ostředek telt 474 inwoners (2025).

## Geografie
De gemeente Ostředek bestaat uit de volgende plaatsen:
- Ostředek;
- Bělčice;
- Mžižovice;
- Třemošnice;
- Vráž.

Van 1961 tot 1990 behoorde Vodslivy eveneens tot de gemeente.

## Geschiedenis
De eerste schriftelijke vermelding van het dorp dateert van de veertiende eeuw, toen hier een burcht zou hebben gestaan die was gebouwd door ene Slávek z Ostředek. Het kasteel en dorp wisselden geregeld van eigenaar: zo kwam het in de loop der jaren in bezit van Zdeněk en Mojek z Ostředek, Bořita en Lipolt z Malovice, de familie Habart z Čeňovice en diverse anderen. Aan het einde van de veertiende en het begin van de 15e eeuw was Ostředek in handen van de roofridder Mikuláš Zúl z Ostředek, die in 1404 als landverrader in Praag werd geëxecuteerd. Zijn geroofde bezittingen, waaronder de nabijgelegen kastelen Čejchanov, Stará Dubá en het stadje Divišov, werden door koning Wenceslaus geconfisqueerd.
Aan het begin van de achttiende eeuw werd in Ostředek een barokke kasteel gebouwd, dat zich in het centrum van het huidige dorp bevindt en thans dienstdoet als sanatorium voor personen met de ziekte van Alzheimer. Gedurende de achttiende en negentiende eeuw stond er in Ostředek een glasblazerij, die vanaf 1830 werd gepacht door František Kavalír, oprichter van glasfabriek Kavalier in Sázava.
Sinds 1960 maakt Ostředek volledig deel uit van het district Benešov.

## Verkeer en vervoer

### Autowegen
Ostředek is te bereiken via diverse regionale wegen en snelweg D1. 

### Spoorlijnen
Er is geen station in Ostředek. Het dichtstbijzijnde station is in Chocerady, op zo'n zes kilometer afstand. Dat station ligt aan spoorlijn 212 Čerčany - Sázava - Zruč nad Sázavou - Světlá nad Sázavou. De lijn is enkelsporig en werd in 1901 geopend.

### Buslijnen
Er zijn drie bushaltes in en bij Ostředek:
| Halte                | Lijn(en)            | Traject(en)                                                                                                | Vervoerder(s)                                               |
| -------------------- | ------------------- | --- | ----------------------------------------------------------- |
| Ostředek, Ostředek   | 402 483 770 793 798 | Praag-Roztyly - Čáslav Vlašim - Chocerady Benešov - Uhlířské Janovice Ostředek - Vlašim Ostředek - Benešov | Arriva Střední Čechy CŠAD Benešov CŠAD Benešov CŠAD Benešov |
| Ostředek, Mžižovice  | 483 770             | Vlašim - Chocerady Benešov - Uhlířské Janovice                                                             | CŠAD Benešov CŠAD Benešov                                   |
| Ostředek, Třemošnice | 793                 | Ostředek - Vlašim                                                                                          | CŠAD Benešov                                                |

### Fietsroutes
De volgende fietsroute loopt door de gemeente:
- 0073: Benešov - Okrouhlice - Český Šternberk

### Wandelroutes
De volgende wandelroute loopt door de gemeente:
- Geel: Bělčice - Vlkov - Čensko

## Bezienswaardigheden
- Kasteel Ostředek;

- Geboortekamertje van de dichter Svatopluk Čech in het kasteel;
- Dorpskapel;
- Monumentale klokkentoren.

## Geboren in Ostředek
- Gusta Fučíková (1903–1987), schrijfster en vertaalster, echtgenote van journalist Julius Fučík, geboren als Augustina Kodeřičová
- Jaroslav Červinka (1848–1933), generaal in het Russische leger, later organisator van de Tsjechoslowaakse legioenen in Rusland
- Josef Kavalier (1831–1903), Tsjechisch glasblazer, eigenaar van de Kavalier-glasfabrieken
- Josef Kudrna (1920–1989), minister van Binnenlandse Zaken van Tsjechoslowakije van 1965 tot 1968

- Svatopluk Čech (1846–1908), dichter, prozaschrijver, journalist en reiziger

## Galerij

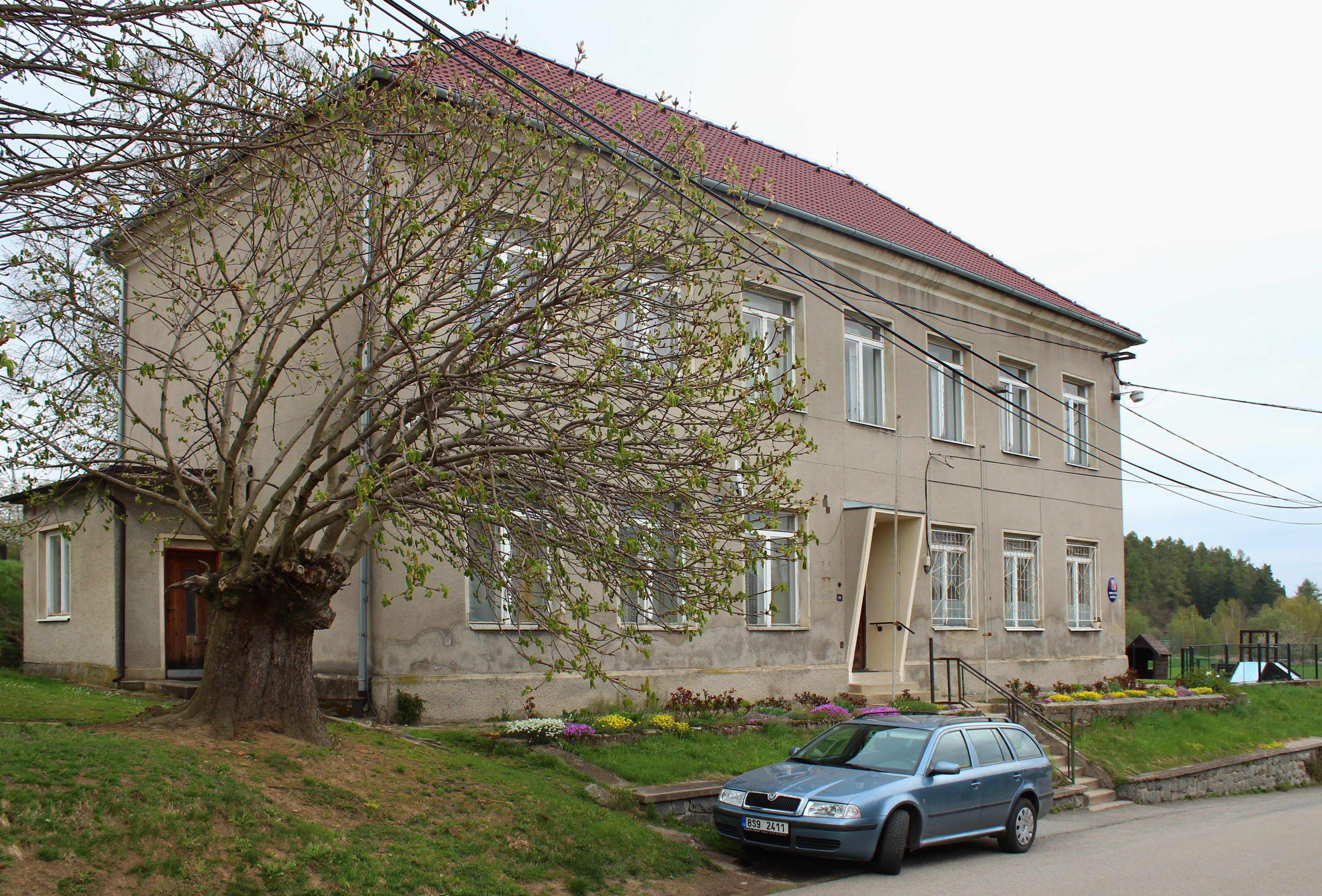
Gemeentehuis (2014)
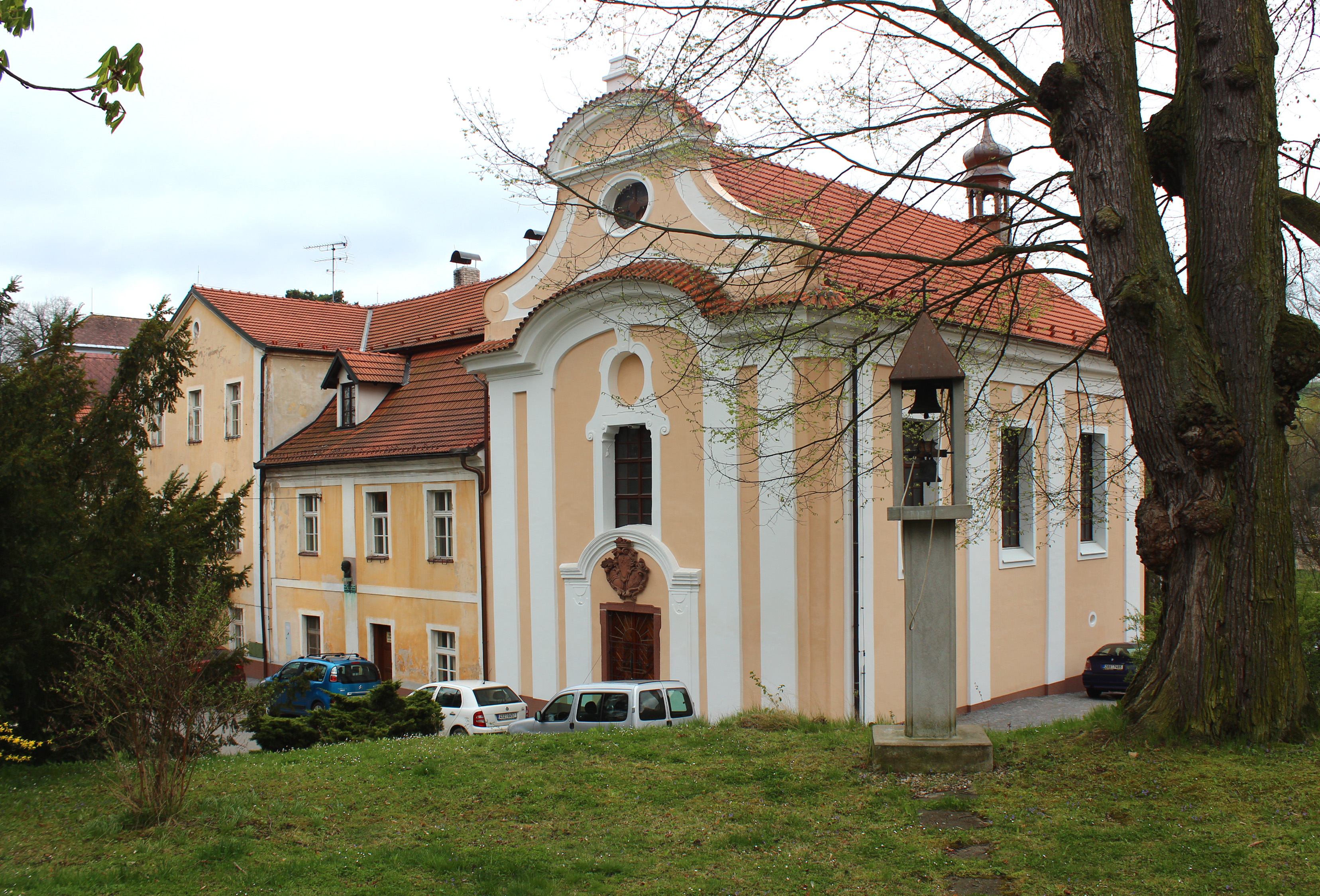
Kasteel Ostředek (2014)
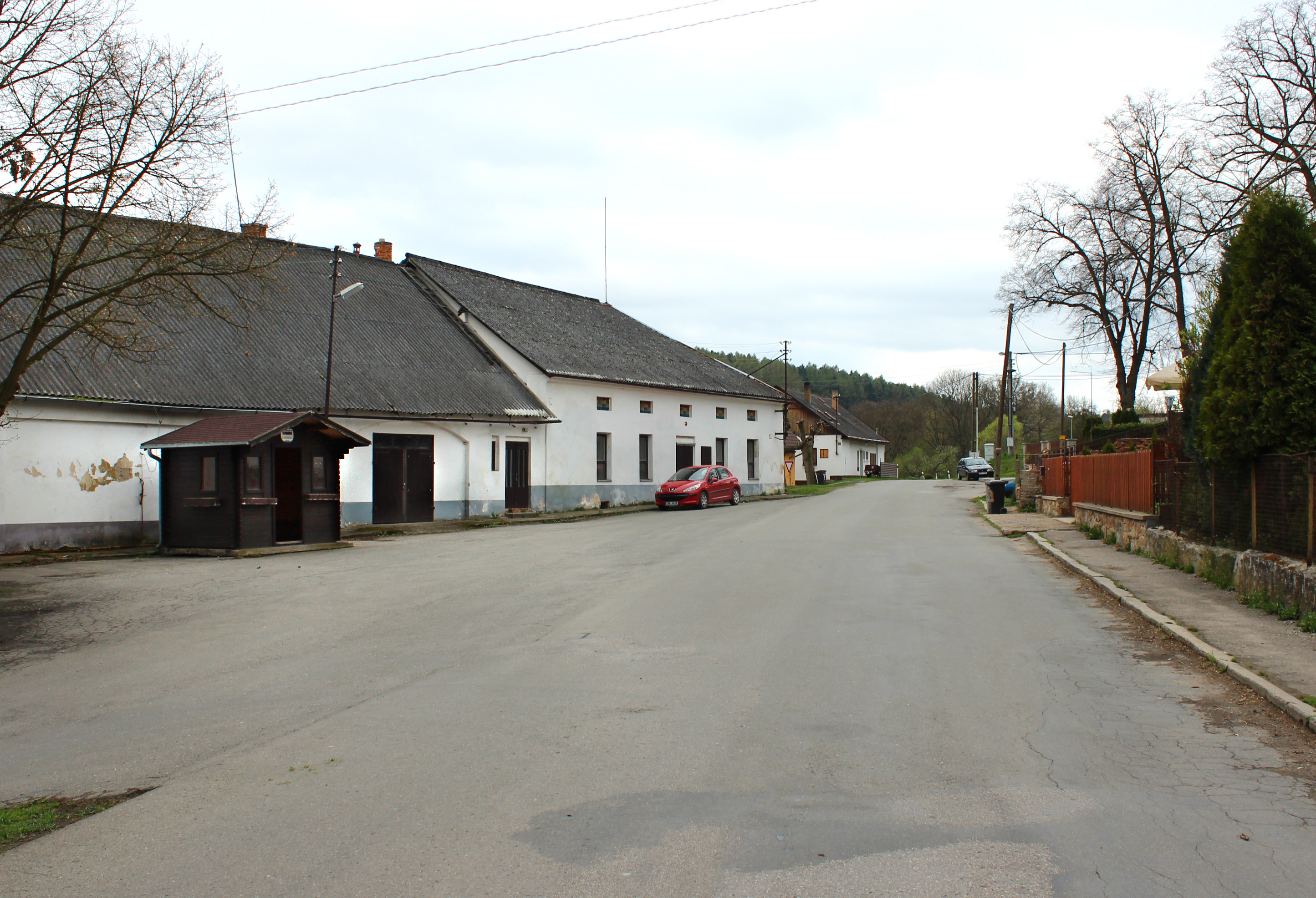
Dorpsplein met bushalte (2014)
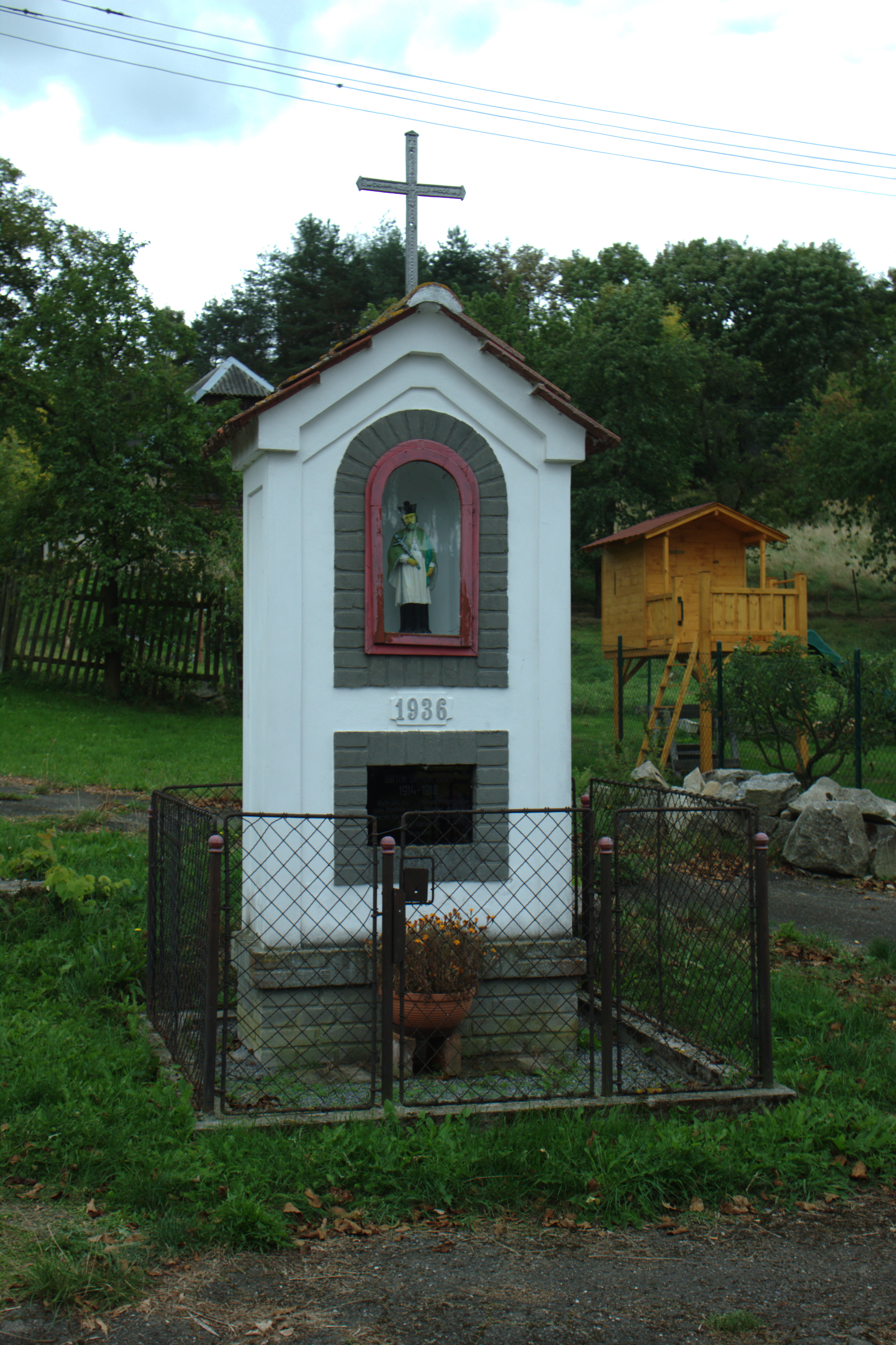
Dorpskapel (2015)
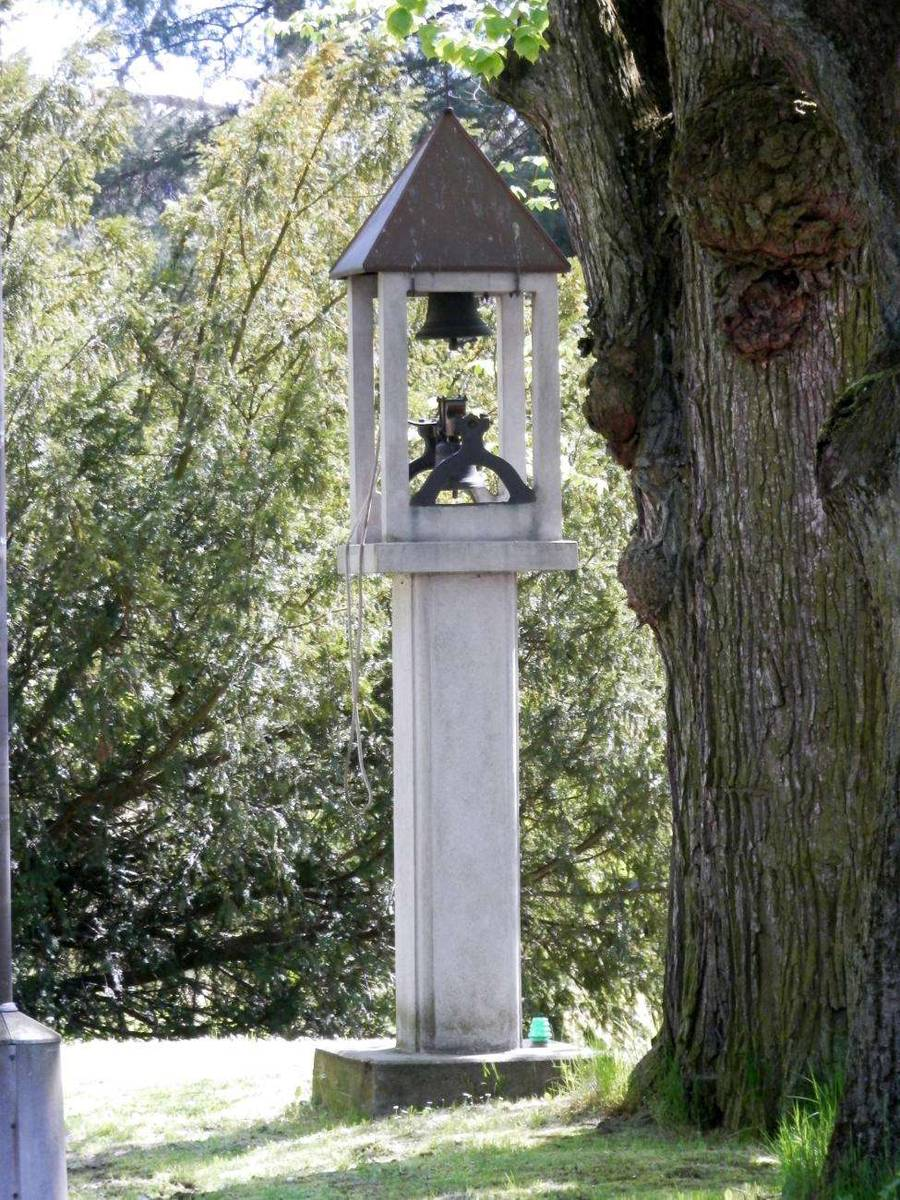
Monumentale klokkentoren (2021)